# 고자유지상주의
고자유지상주의(古自由至上主義, Paleolibertarianism)는 자유지상주의와 고보수주의(Paleoconservatism)을 통합하고자 하는 정치적 운동 전략이다. 냉전 종식 이후 아나코-자본주의 이론가 머리 로스바드(Murray Rothbard)와 루 록웰(Lew Rockwell)에 의해 발전되었다. 미국 창립 시기의 고전적 자유주의에서 뿌리를 찾으며 20세기 초 미국 구우파(Old Right)와 반전(反戰) 및 반-뉴딜 성향을 공유한다. 고자유지상주의는 일반적으로 우익 이념으로 분류된다.

## 상세
고자유지상주의는 미국에서 발생한 자유지상주의 분파의 하나로 획일화된 뜻이 존재하지 않고 여러 가지 의미로 사용되지만, 일반적으로 의미하는 뜻은 극단적으로 개인의 자유로움을 주장하며, 범죄자에 대한 경찰의 처벌, 전쟁, 경찰의 민생개입에 반대하는 사상으로 알려져 있다. 기존의 일반적인 의미로서의 자유주의와 달리 고자유지상주의는 사회계약론적인 성격을 띠지 않는다. 그러나 그 동시에 고자유지상주의는 사회 안전망 확립을 우선시하고 국가를 지킬 의무를 중요시하기 때문에 그 의미가 모순된다. 주로 미국의 젊은 층들이 고자유지상주의적인 정치-사회적 양상을 띤다.

## 다른 사상과의 비교

### 신자유주의와의 차이점
고자유지상주의와 신자유주의와는 자본주의를 맹신한다는 점에서 공통점이 있지만 큰 차이점이 있으며 그것은 다음과 같다. 신자유주의는 경제적 자유로움을 극단적으로 주장하지만, 정치-사회적으로는 재산권, 생존권, 자유권을 지키기 위한 강력한 법치 질서를 유지하기를 바라고 그것을 따라야 한다고 주장하며, 전통은 유지해도 점진적으로 계승하는 것을 목표로 한다. 그러나 고자유지상주의는 경제적인 면뿐만 아니라 정치-사회적으로 극단적인 자유로움을 원한다.

### 자유지상주의와의 차이점
신자유주의와의 차이점에서 고자유지상주의는 경제뿐만 아니라 정치-사회적으로 극단적인 자유로움을 원한다는 것에서 자유지상주의와 같다고 혼동할 수 있으나, 자유지상주의는 재산권, 자유권, 생존권을 지킬 수 있는 전제 아래에 전 사회적인 자유로움을 옹호한다. 그러나 고자유지상주의는 한편으로는 재산권, 자유권, 생존권이 자생적으로 지켜질 수 있다고 믿으나, 경찰의 개입 반대, 범죄자에 대한 처벌을 맹목적으로 반대한다는 점 그리고 강력 범죄 처벌에 관한 극단적 완화를 주장하므로 위 주장과는 모순된 생각을 보인다.

### 아나키즘과의 차이점
경찰의 개입 반대, 법 수위 완화 등 여러 가지 면을 보면 아나키즘과 같아 보일 수 있지만, 고자유지상주의는 공산주의를 배척하고 자본주의를 맹신한다. 반면 아나키즘은 자유지상주의적 사회주의 분파 사상에 속하므로, 경영민주주의, 산업 민주화를 옹호하며, 생산수단의 사회화를 실현한 자치체 체제를 원하므로 고자유지상주의와 다를 수 있다고 할 수 있다.

## 같이 보기
- 고보수주의
- 우익 자유지상주의
- 오스트리아 학파
- 온건 대안우파